# Convento de Santana

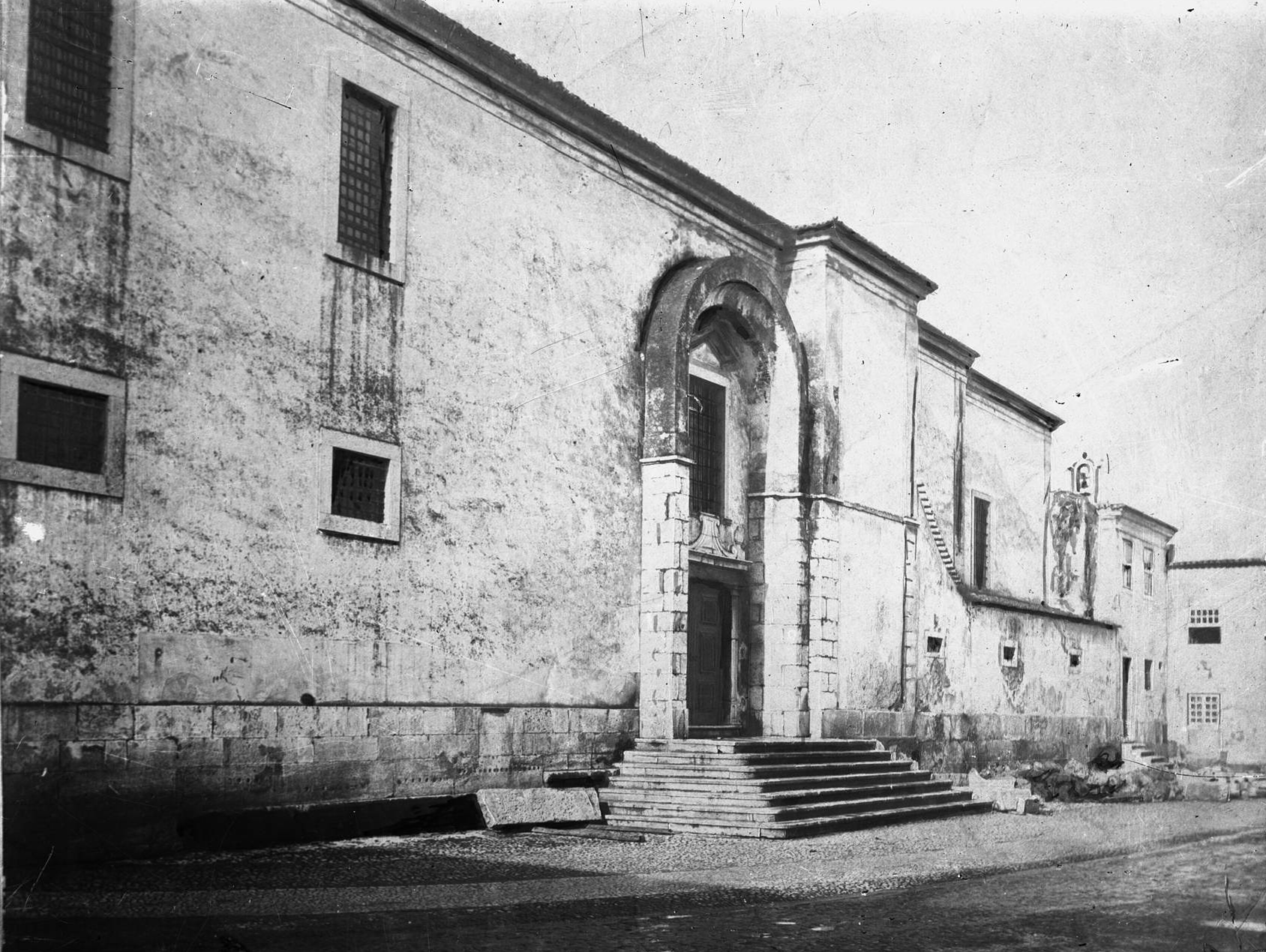
O Convento de Santana no final do século XIX; porta lateral que dava para a antiga Rua do Convento de Santana (hoje Rua do Instituto Bacteriológico).

O Convento de Santana (também grafado como Convento de Sant'Anna) foi um convento que existiu no local onde hoje se encontram os antigos edifícios do Instituto Bacteriológico de Câmara Pestana e os edifícios do Pólo de Investigação e da Biblioteca da Faculdade de Ciências Médicas da Universidade Nova de Lisboa, na Rua do Instituto Bacteriológico, freguesia de Arroios, Lisboa. O Convento pertencia à Ordem dos Frades Menores. O Convento serviu ainda de Igreja Paroquial da paróquia de Santana constituída em 1564 pelo Cardeal D. Henrique enquanto Arcebispo de Lisboa, até 1705, quando foi construída a Igreja da Pena, para onde foi transferida a sede da paróquia.
O edifício começou por ser uma ermida, já existente em 1500, datando o Convento propriamente dito de 1562. O Convento de Santana parece ter sido fundado por iniciativa de Violante da Conceição, tendo sido para isso preponderante o patrocínio régio de D. João III, mas sobretudo da sua esposa, D. Catarina de Áustria, depois do falecimento deste em 1557. Projectada por Miguel de Arruda, a casa religiosa foi sucessivamente ampliada, sendo conhecidas campanhas de obras em 1674-1681, em 1707, em 1729 — tornando-se efectivamente num dos maiores conventos lisboetas dentre os cerca de 90 que se podiam contar em 1755.

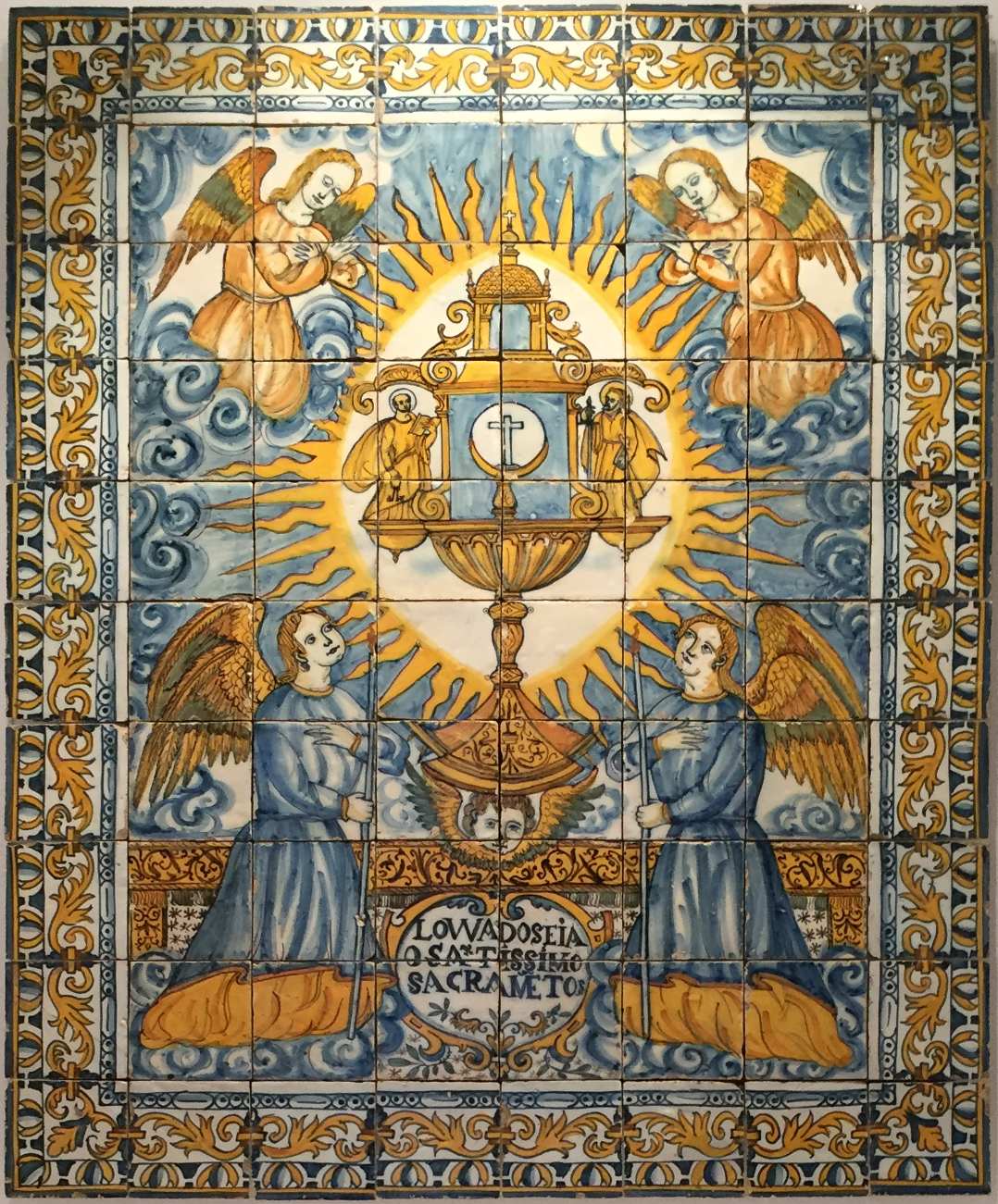
Painel de azulejos (c. 1660) proveniente do antigo Convento de Santana, actualmente no Museu Nacional do Azulejo

A primeira sepultura de Camões (século XVI) terá ficado situada neste edifício antes da sua trasladação para o Mosteiro dos Jerónimos em 1880.
Aquando do terramoto de 1755, a igreja do Convento de Santana ruiu parcialmente, tal como o sector dos dormitórios. São efectuadas reconstruções a partir de 1778, durante o reinado de D. Maria I, até à extinção das ordens religiosas em 1834. O Convento extingue-se finalmente em 4 de Maio de 1884, por morte da sua última religiosa, Madre Maria da Conceição.
A demolição de grande parte do edifício do Convento de Santana, incluindo a igreja, deu-se em 1897, construindo-se no mesmo espaço as instalações do Real Instituto Bacteriológico, inauguradas em 1899.